# 沃烏琴
沃烏琴是波蘭的城鎮，位於該國西南部，由奧波萊省負責管轄，始建於1280年，面積7.36平方公里，海拔高度170米，每年降雨量少於550毫米，2006年人口6,139。

## 外部連結
- https://web.archive.org/web/20110709192328/http://www.wolczyn.gmina.pl/
- Jewish Community in Wołczyn on Virtual Shtetl

51°01′N 18°03′E / 51.017°N 18.050°E